# Plauditus cestus
Plauditus cestus is een haft uit de familie Baetidae. De wetenschappelijke naam van de soort is voor het eerst geldig gepubliceerd in 1982 door Provonsha & McCafferty.
De soort komt voor in het Nearctisch gebied.